# Monika Babišová
Monika Babišová (rozená Herodesová, * 14. června 1974 Litoměřice) je manželka bývalého českého premiéra Andreje Babiše a designérka interiérů.

## Mládí a rodina
Vystudovala střední ekonomickou školu, obor organizace administrativy. Je podruhé vdaná. S druhým manželem Andrejem Babišem se seznámila v roce 1992. Nastoupila v té době jako sekretářka do podniku Lovochemie, kde byl Babiš jedním z ředitelů. Příjmení Babišová používá od roku 2013, dle svých slov kvůli společným dětem. S Andrejem Babišem má dceru Vivien (* 2000) a syna Frederika (* 2004). Dne 29. července 2017 uzavřela s Andrejem Babišem po 23 letech vztahu sňatek. Svatba se konala na farmě Čapí hnízdo u Olbramovic. Dne 19. dubna 2024 manželé oznámili rozchod.

## Oblasti zájmu

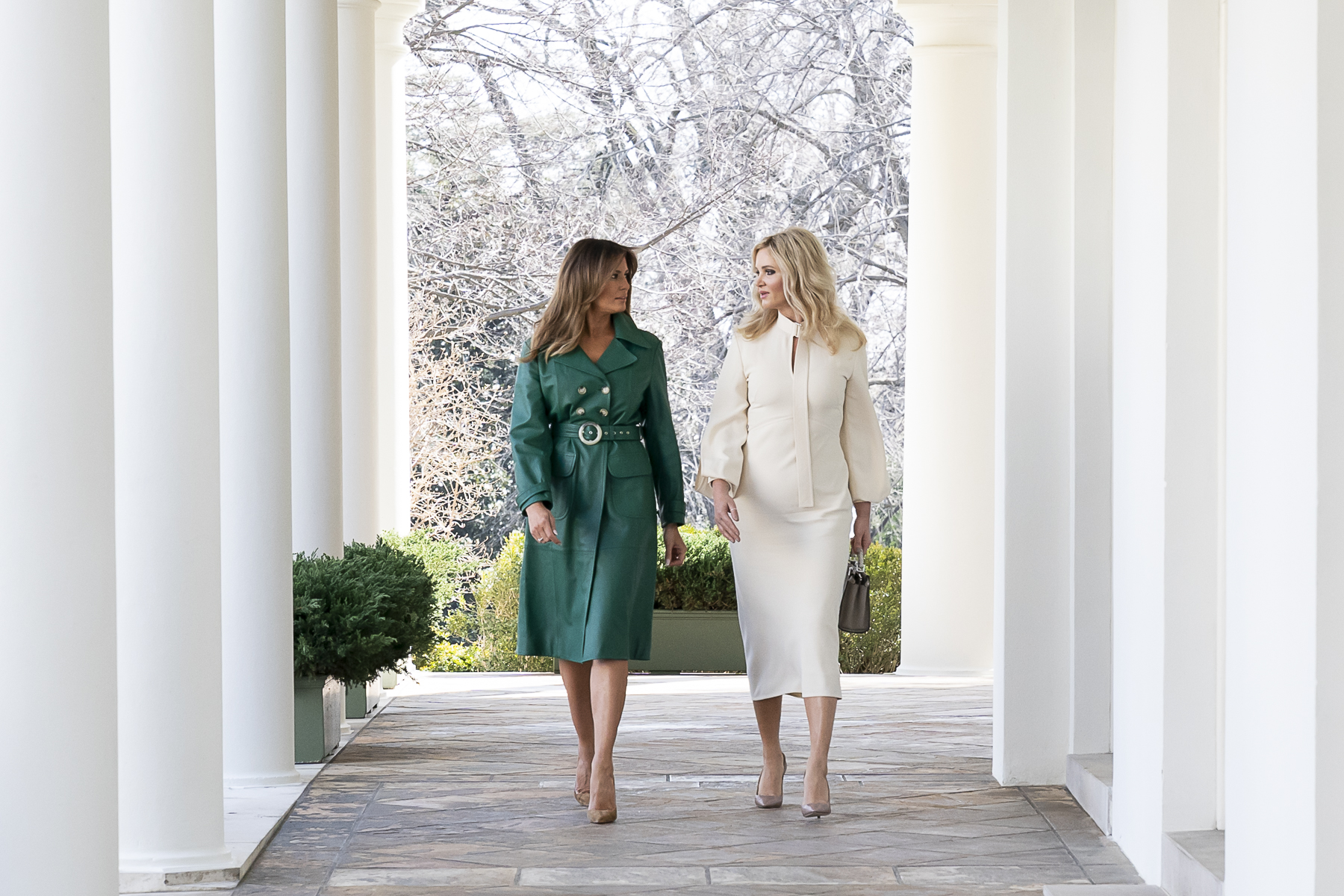
Monika Babišová (vpravo) a Melania Trumpová (vlevo), 2019

Věnuje se interiérovému designu, jejím projektem byl například interiér Centra pohybové medicíny v Praze na Chodově či interiér bývalé michelinské restaurace Paloma ve francouzském Mougins a posléze i interiér restaurace stejného jména v pražských Průhonicích. Je známá svou zálibou v módě. Věnuje se také charitě a doprovázela svého manžela na státních a politických aktech.

### Charitativní práce
Iniciovala založení Nadace Agrofert, která vznikla v roce 2011. Zastupuje svého manžela ve Správní radě této nadace. Na rozvoji nadace se také podílí jako členka Vědecké rady. V nadaci se zaměřila na pomoc matkám samoživitelkám. Od roku 2017 provozuje společný projekt s Českou filharmonií Hudba do škol, který si klade za cíl podpořit učitele hudební výchovy v jejich práci.
Od roku 2019 je ambasadorkou projektu Nadace pro výzkum rakoviny ČR nesoucí název Kopretina. Projekt se zabývá prevencí rakoviny děložního čípku.
Své nošené oblečení věnuje vybraným charitativním organizacím. Podporuje například bazar Báry Nesvadbové či jarmark Mafry.